# Février 2008 en France
Chronologie de la France
2006 en France - 2007 en France - 2008 en France - 2009 en France - 2010 en France
Janvier - Février - Mars - Avril - Mai - Juin - Juillet - Août - Septembre - Octobre - Novembre - Décembre -

## Chronologie
- Célébration des 40 ans des Jeux olympiques d'hiver de 1968 à Grenoble.

### Samedi 2 février
- Au Palais de l'Élysée, le Président Nicolas Sarkozy épouse en troisièmes noces la chanteuse et ex-top model Carla Bruni. C'est la deuxième fois qu'un président se marie en cours de fonctions.
- Nouveau scandale à la SNCF où, pour attribuer en urgence un compartiment entier à la richissime veuve du roi Fahd d'Arabie saoudite et à sa nombreuse suite, au départ de la gare de Moûtiers-Courchevel, les contrôleurs de la SNCF ont chassé manu-militari tous les passagers d'un compartiment de première classe.

### Lundi 4 février
- Réunis en Congrès à Versailles, l'Assemblée nationale et le Sénat votent, par 540 voix pour et 181 voix contre, la réforme constitutionnelle préalable obligée à la ratification du « Traité européen de Lisbonne ». Des milliers de manifestants protestent contre cette réforme constitutionnelle.
- La ministre de la Santé Roselyne Bachelot annonce la suppression de la publicité pour certains aliments pendant les programmes télévisés pour enfants. Elle demande aussi le retrait des confiseries et sucreries aux caisses des magasins.

### Mardi 5 février
- Dévoilement du nouveau AGV (automotrice à grande vitesse) le nouveau bijou d'Alstom [1].

### Mercredi 6 février
- L'Assemblée nationale ratifie le « Traité européen de Lisbonne » par 336 voix contre 52.

### Jeudi 7 février
- Le Sénat ratifie le « Traité européen de Lisbonne » par 265 voix contre 42.

### Vendredi 8 février
- Ségolène Royal estime que : « Le choc de confiance promis a laissé place à un choc de défiance, qui dégénère aujourd'hui en vent de révolte. », alors que la secrétaire d'État Rama Yade répond « On a l'impression de voir des charognards qui ont humé l'odeur de leur proie et qui fondent sur le président et qui s'acharnent. »
- Les députés et les sénateurs réunis en Congrès à Versailles votent de nouveau traité de Lisbonne.

### Samedi 9 février
- Le ministère de l'Agriculture, invoquant « le principe de précaution  », signe l'arrêté d'interdiction de la culture de la variété de maïs génétiquement modifié « MON810 ». Les producteurs estiment à 10 millions d'euros le préjudice qu'ils subissent pour les 100 000 hectares qu'ils voulaient exploiter avec cette variété.

### Lundi 11 février
- Célébration du 150e anniversaire des apparitions à Lourdes.

### Mercredi 13 février
- Lors du dîner annuel du CRIF (Conseil représentatif des institutions juives de France), le Président Nicolas Sarkozy souhaite que chaque élève des classes de CM2 prenne en charge « la mémoire d'un des onze mille enfants français juifs victimes de la Shoah ». Cette position engendre un profond malaise dans le pays y compris au sein de la communauté juive — Simone Veil émet une critique très dure — et des milieux enseignants qui craignent une réaction de culpabilisation des jeunes enfants et une réaction négative des milieux musulmans. Henri Salvador

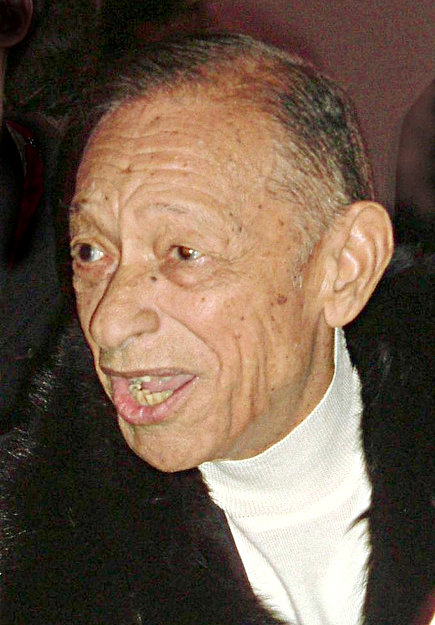
Henri Salvador

- Décès du chanteur Henri Salvador (90 ans) d'une rupture d'anévrisme, à Paris.
- Après onze années de procédure, les juges d'instruction rendent leur ordonnance et renvoient l'ancien maire, Jean Tiberi, son épouse Xavière Tiberi et neuf autres proches en correctionnelle, dans l'affaire des faux électeurs du Ve arrondissement de Paris.

### Vendredi 15 février
- La ministre de l'Enseignement supérieur Valérie Pécresse s'engage à réaliser 5 000 constructions et 7 000 réhabilitations de logements étudiants par an jusqu'en 2012 pour un total de 620 millions d'euros.

### Dimanche 17 février
- Dans le cadre d'un procès des parfumeurs français contre des fabricants de fragrances, dont la publicité faisait référence à une comparaison avec des grands parfums du style « Vous aimez Chanel n°5, vous aimerez tel parfum... », le tribunal correctionnel de Paris relaxe les dix prévenus en mettant en avant la décision de la Cour européenne de justice du 14 mai 2002 stipulant qu'on avait le droit de fabriquer et de vendre un produit en se référant à une marque afin d'expliquer ce à quoi il ressemble, dès lors qu'il n'y a pas de confusion sur la provenance réelle du produit.

### Lundi 18 février
- À Villiers-le-Bel, une vaste opération mobilisant 1 100 policiers, en présence d'une foule de journalistes, est organisée pour arrêter 35 individus soupçonnés, après une longue et fastidieuse enquête, d'être impliqués, à des degrés divers, dans des coups de feu contre les policiers lors des émeutes de fin novembre et qui avaient causé 82 blessés au sein des forces de l'ordre.
- Décès du romancier Alain Robbe-Grillet (85 ans). Il fut un des maîtres du « nouveau roman ».
- Décès d'Alain Ayache, dirigeant d'un groupe de presse.

### Mardi 19 février
- Un attentat est commis contre le tribunal d'Ajaccio par un tir de mitraillette ; une balle se loge dans le portefeuille d'un CRS en faction.

### Mercredi 20 février
- Sortie du film Bienvenue chez les Ch'tis dans le Nord-Pas-de-Calais et une partie de la Picardie.

### Jeudi 21 février
- Éclipse lunaire totale.

### Vendredi 22 février
- Le Président Nicolas Sarkozy demande au premier président de la Cour de Cassation d'examiner la question de la censure de la « loi Dati ».

### Samedi 23 février
- 45e salon de l'agriculture à Paris jusqu'au 2 mars (1017 stands).
- Une vaste arnaque au numéro surtaxé "0899 65 00 44" est lancée depuis les locaux d'une société de téléphonie lyonnaise contre des dizaines de milliers d'abonnés de Bretagne.

### Lundi 25 février
- Marion Cotillard reçoit l'Oscar de la meilleure actrice pour son interprétation de Piaf dans La Môme.

### Mercredi 27 février
- Sortie du film Bienvenue chez les Ch'tis dans toute la France.
- Le ministre de l'Éducation nationale, Xavier Darcos forme un groupe de travail chargé de « transformer » la proposition du Président Nicolas Sarkozy, de la prise en charge de « la mémoire d'un des onze mille enfants français juifs victimes de la Shoah » par les élèves de CM2 « en bonne démarche pédagogique ».
- Début de la longue grève des officiers de la compagnie maritime Seafrance, filiale à 100 % de la SNCF pour des revendications liées aux conditions de travail et aux salaires. Son coût est de 300 à 350 000 euros de pertes quotidiennes.
- Décès du comédien Hubert Gignoux.

### Jeudi 28 février
- Le corps de l'ex-top model Katoucha Niane, disparue depuis un mois a été repêché dans la Seine, par les plongeurs de la brigade fluviale de la police, à hauteur du pont du Garigliano.
- Dans l'affaire de l'UIMM, révélation de deux contrats signés en faveur de Denis Gautier-Sauvagnac, concernant une indemnité de 1,5 million d'euros et la garantie que l'IUMM assumerait les conséquences fiscales des retraits suspects dont la justice cherche les destinataires.

### Vendredi 29 février
- Jour intercalaire du calendrier grégorien.
- Les Banques populaires annoncent le rachat des sept banques françaises de HSBC pour 2,1 milliards d'euros — Société Marseillaise de Crédit (145 agences), Banque Chaix (68 agences), Banque de Savoie (59 agences), CCSO (56 agences), Banque Dupuy de Parseval (47 agences), Banque Pelletier (13 agences), Banque Marze (12 agences).
- Décès du champion de natation Alain Gottvallès.